# Hexachordum Apollinis

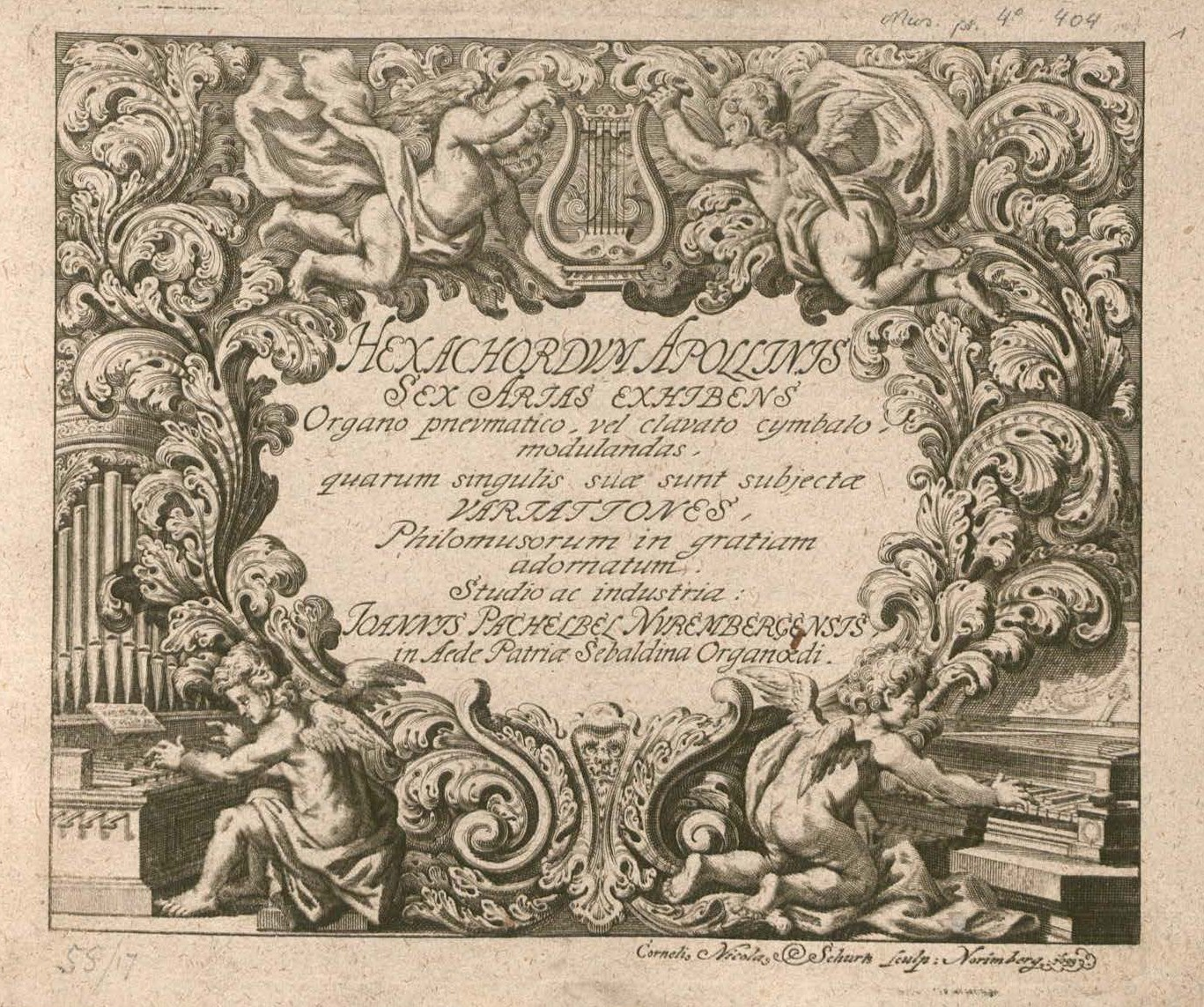
Page de titre du recueil Hexachordum Apollinis

Hexachordum Apollinis est le titre d'un recueil de pièces pour le clavecin ou l'orgue de Johann Pachelbel, publié en 1699.
Il comprend six airs avec variations sur des thèmes originaux et est considéré généralement comme un des sommets de l'œuvre du compositeur. Dans la préface, Pachelbel le dédicace à Dietrich Buxtehude et Ferdinand Tobias Richter.

## Généralités
Le titre Hexachordum Apollinis évoque l'instrument à six cordes (la lyre) d'Apollon. La partition fut éditée en 1699 par Johann Christoph Weigel, un  éditeur de Nuremberg qui avait déjà travaillé pour lui auparavant. La page de garde, œuvre du graveur Cornelius Nicolaus Schurz, annonce Six arias à jouer sur l'orgue ou le clavecin, dont les simples mélodies sont accompagnées de variations pour le plaisir des amis des Muses : les instruments dont il est question sont figurés, joués par deux angelots sur le bas de la page, tandis que la lyre d'Apollon, dotée de six cordes et portée par deux autres angelots, apparaît au-dessus du texte de présentation.
Pachelbel a écrit une courte préface, datée du 20 novembre 1699, dans laquelle il dédie le recueil à Dietrich Buxtehude et à Ferdinand Tobias Richter.
Le premier sujet abordé dans la préface, en allemand, concerne la nature et le pouvoir de la musique. Pachelbel affirme que la musique est le plus précieux de tous les arts qui suscitent les émotions et les désirs des mortels et il exprime la "croyance de nombreux hommes" selon laquelle la musique proviendrait du Dieu "Trois fois saint" chanté au ciel par les anges et du mouvement amirable des corps céléstes dont la magnifique harmonie aurait été entendue et attestée par de grands sages :  Pythagore, Platon ou Apollonios de Tyane.
La seconde partie de la préface est l'habituelle louange et sollicitation intéressée à l'égard des dédicataires. Il y déclare espérer que son fils aîné, Wilhelm Hieronymus puisse étudier avec l'un d'entre eux. On ignore si ce souhait put être réalisé. Pachelbel avoue également qu'une œuvre plus considérable et originale que celle-ci aurait dû être composée pour l'occasion, estimant apparemment que cette partition n'était pas sa meilleure. Il fait également allusion à l'aimable caractère des deux dédicataires, ce qui laisse penser qu'il les connaissait peut-être personnellement, fût-ce par une correspondance avec eux.

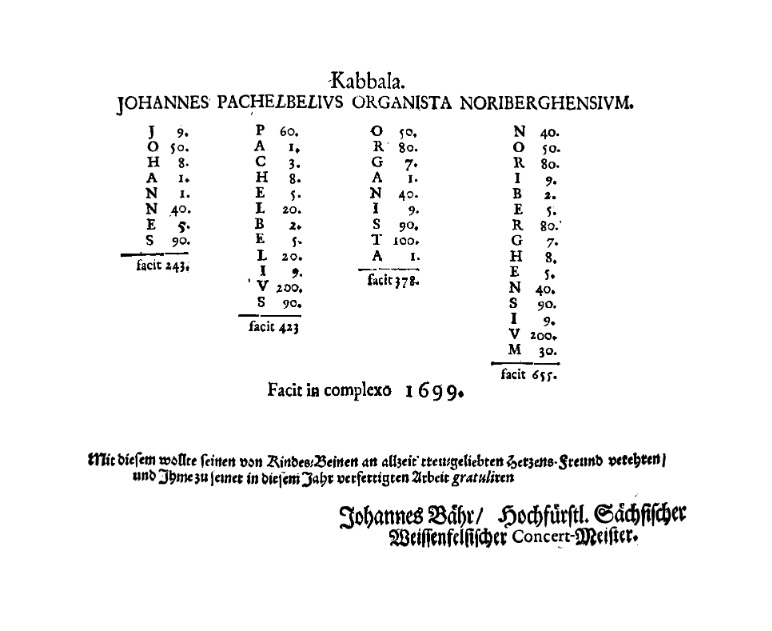
Kabbala suivant la préface

La préface est suivie d'une étonnante interprétation cabalistique (intitulée Kabbala) de l'inscription "JOHANNES PACHELBELIVS ORGANISTA NORIBERGHENSIVM" (Johann Pachelbel organiste de Nuremberg). Grâce une correspondance particulière entre lettres et nombres qui s'additionnent :

JOHANNES = 243 ; PACHELBELIVS = 423 ; ORGANISTA = 378 ; NORIBERGHENSIVM = 655...
et 243 + 423 + 378 + 655 = 1699, l'année de publication ! À noter que ce goût pour la numérologie ne devait pas être étranger à Jean-Sébastien Bach, sur lequel l'influence de Pachelbel est réelle et connue.
L'Hexachordum Apollinis a connu la plus grande diffusion parmi toutes les œuvres de Pachelbel et il en subsiste plus de 10 exemplaires dans diverses bibliothèques à Berlin, Londres, Rochester et ailleurs.

## Analyse

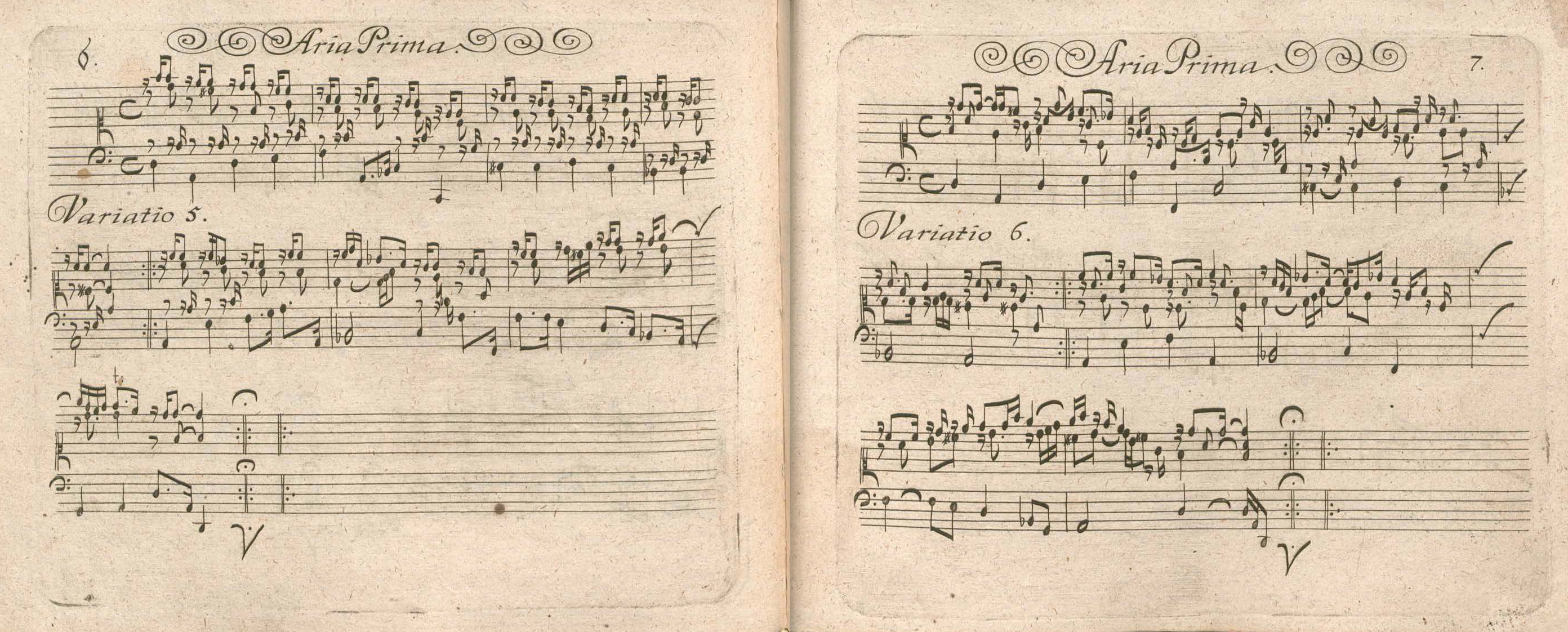
Les 5e et 6evariations de lAria Prima, telles quelles apparaissent dans la première édition. On pourra remarquer que ces deux variations présentent des figures caractéristiques du « style brisé ».

Le recueil groupe six arias avec variations, tous sur des thèmes musicaux profanes. La pratique de composer des variations sur des thèmes originaux était alors relativement récente. Un exemple en est fourni par l'Aria detta la Frescobalda de Frescobaldi, qui se trouve dans son Secondo libro di toccate de 1627. Parmi les contemporains de Pachelbel, Pasquini était un des pratiquants les plus en vue, et Pachelbel fut un des premiers compositeurs européens à le faire aussi.
La structure du recueil se présente ainsi :
| Pièce                | Tonalité                 | Nombre de variations |
| -------------------- | ------------------------ | -------------------- |
| Aria Prima           | ré mineur (dorienne)     | 6                    |
| Aria Secunda         | mi mineur                | 5                    |
| Aria Tertia          | Fa majeur                | 6                    |
| Aria Quarta          | sol mineur (dorienne)    | 6                    |
| Aria Quinta          | La mineur                | 6                    |
| Aria Sexta Sebaldina | Fa mineur (mixolydienne) | 8                    |

## Discographie
- Hexachordum Apollinis - Huguette Grémy-Chauliac, clavecin (1992, Disques du Solstice.; FY records.) (OCLC 658883166)
- Complete keyboard music (CD no 1) - Simone Stella, clavecin - 13 CD Brilliant Classics 2019 (OCLC 1083267527)